# Liste der ägyptischen Botschafter in der Türkei
Dies ist eine Liste der ägyptischen Botschafter im Osmanischen Reich und in der Türkei. Ägypten stand von 1517 bis 1914 unter osmanischer Herrschaft.
Die ägyptische Botschaft liegt am Atatürk Bulvarı 126, Ankara.

## Liste

### Ägyptische Gesandte im Osmanischen Reich
| Ernennung Akkreditierung | Name           | Bemerkungen | ernannt von | akkreditiert während der Regierung von | Posten verlassen |
| ------------------------ | -------------- | ----------- | ----------- | -------------------------------------- | ---------------- |
| 1512                     | Mamay-el-Haski |             | al-Ghuri    | Bayezid II.                            |                  |
| 1513                     | Jambalat emir  | [ 1 ]       | al-Ghuri    | Bayezid II.                            |                  |

### Ägyptische Botschafter in der Türkei
| Ernennung Akkreditierung | Name                              | Bemerkungen                                                                                               | ernannt von            | akkreditiert während der Regierung von | Posten verlassen |
| ------------------------ | --------------------------------- | --- | ---------------------- | -------------------------------------- | ---------------- |
| 19. Apr. 1925            | Hüdai Paşa                        | Erster ägyptischer Botschafter                                                                            | Fu'ād I.               | Ali Fethi Bey                          |                  |
| 9. Okt. 1932             | Abdel-Malak Hamza Bey             | | Fu'ād I.               | Ali Fethi Bey                          |                  |
| 1942                     | Mohamed Amine Fouad El Manasterly | 1952: Ambassadeur Extraordinaire et Pleinpotentiaire du Royaume d’Egypte aupres de S.M. le Roi des Belges | Faruq                  | Refik Saydam                           |                  |
| 1953                     | Ahmed Hakky                       | | Muhammad Nagib         | Adnan Menderes                         | 5. Jan. 1954     |
| 1955                     | Ahmed Ramzi                       | | Gamal Abdel Nasser     | Adnan Menderes                         |                  |
| 1958                     | Ismail Sadek El Maraghi           | | Gamal Abdel Nasser     | Adnan Menderes                         |                  |
| 1973                     | Mohamed Shukry                    | Unterstaatssekretär des ägyptischen Außenministeriums                                                     | Anwar as-Sadat         | Mehmet Naim Talu                       |                  |
| 13. Juli 1979            | Ahmed Kamel Ulama                 | | Anwar as-Sadat         | Süleyman Demirel                       |                  |
| 1993                     | Mohamed El Diwani                 | (* 1928; † Juli 2008 in Dubai)                                                                            | Muhammad Husni Mubarak | Tansu Çiller                           |                  |
| 1996                     | Mohammed Mahdi Fathallah          | | Muhammad Husni Mubarak | Necmettin Erbakan                      |                  |
| 2000                     | Mohammed Fathi al Shazli          | Fathy El-Shazly                                                                                           | Muhammad Husni Mubarak | Bülent Ecevit                          |                  |
| 13. Juni 2003            | Ahmed Fatalla                     | [ 3 ] | Muhammad Husni Mubarak | Recep Tayyip Erdoğan                   |                  |
| 3. März 2005             | Omar Metwally Mohamed             | [ 4 ] [ 5 ]                                                                                               | Muhammad Husni Mubarak | Recep Tayyip Erdoğan                   |                  |
| 2007                     | Ala' al-Din Al-Hadidi             | [ 6 ] | Muhammad Husni Mubarak | Recep Tayyip Erdoğan                   | 23. Feb. 2010    |
| 24. März 2010            | Abdel Rahman Salah El Din         | Abderahman Salaheldin                                                                                     | Muhammad Husni Mubarak | Recep Tayyip Erdoğan                   |                  |